# Vailoatai
Vailoatai è un villaggio delle Samoa Americane appartenente alla contea di Tualatai del Distretto occidentale.